# Psychoda subquadrilobata
Psychoda subquadrilobata és una espècie d'insecte dípter pertanyent a la família dels psicòdids que es troba a Àsia: Taiwan i les illes Filipines (Luzon i Mindanao).